# 新界鄉議局大埔區中學
新界鄉議局大埔區中學（英語：New Territories Heung Yee Kuk Tai Po District Secondary School，簡稱NTHYKTPDSS、乡中），位于新界大埔，是香港一所官立中文中學，由港英政府及新界鄉議局於1981年創辦，並与教育局、民政事務總署共同管理。現為香港兩所新界鄉議局官立中學之一，另一所是位於新界元朗的新界鄉議局元朗區中學。

## 學校概况

### 辦學宗旨
致力培育學生「德、智、體、群、美」五育的均衡發展，使學生除掌握學科知識外，更能對家庭及社會承擔責任，貢獻國家民族。

### 校訓
該校校訓是：“務本力學”
- 務本是希望學生專注盡力鞏固自己的根基，有堅實的基礎，人格才會有所提升和進益；
- 力學是希望學生努力地學習，有了知識，才能有更大的提升。

務本力學是相輔相承的，先要鞏固自己的人格，再求有所提升，努力學習，品格和學問方能臻於至善。

### 校歌
新界鄉議局大埔區中學校歌全部歌詞以粤語唱出，由李永棠作曲，由嚴國雄、黃慧心作詞。
|  | 樹人興學抱負高，培育英才真善美。 務本力學為宗導，智慧健康作明灯。 桃李增芳報深恩，同沾化雨沐春風。 他日學成展所長，貢獻社會成棟樑。 |

### 課程編制及班級結構
中一至中三為通材教育，不設分科；中四至中六級為新高中學制，除修讀中文、英文、數學及通識教育等四個核心科目外，並設 11 個選修科目供學生選讀。所有老師持有學士學位或以上的學歷，所有英文科老師及普通話科老師已達語文基準要求。本校更設專責小組照顧有特殊學習需要的學生，老師已接受特殊教育培訓。
由中一至中六共22班，包括中一至中二級4班、中三級3班、中四至中五級4班、中六級3班。中一至中三級為通材教育，不設分科；中四至中六級為新高中學制。

### 校舍
此校為一所標準連環型校舍，設於大元邨範圍內。

## 歷任校監與校長及副校長

### 歷任校監
- 衛沛華先生
- ？至2017年：李錦光先生[3]
- 2017年至2022：陳展桓女士
- 2023年至今： 李慧冰女士

### 歷任校長
該校至今共有16位校長。
- 1981年至1983年：羅重明女士
- 1983年至1986年：潘煒棠先生（由上葵涌官立中學調任）
- 1986年至1990年：鄧炳良先生
- 1990年至1996年：潘穗忻先生
- 1996年至2001年：張寶珠女士
- 2001年至2004年：李述禹先生
- 2004年至2006年：甘黃金蓮女士
- 2006年至2011年：李志深先生[4]
- 2011年至2012年：郭兆輝先生
- 2012年至2013年：鄧啟澤先生
- 2013年至2015年：李鳳蓮女士[5]
- 2015年至2016年：鄧淑貞女士[6]
- 2016年至2017年：何玉儀女士[7]
- 2017年至2018年：葉麗紅女士[8]
- 2018年至2019年：姚李小玉女士[9]
- 2019年至2025年：劉清容女士 [10]
- 2025年（即將就任）：黃國強先生（由長洲官立中學調任）

### 歷任副校長
- ?至2021年：黃智文先生
- ?至2023年：陳彩鳳女士
- 2022年至今：陳子初先生
- 2023年至今：梁嘉儀女士

## 学校组织

### 學生會
該校設有學生會，学生会选举为每学年一次，學生會為內閣制，主要職責是代表學生向學校提出意見，並為學生爭取福利，策劃及舉辦活動。

#### 選舉制度
該校學生會選舉為每學年11月舉行，所有學生均有权自由組閣及擁有投票權利參與學生會選舉。选举於2023-24學年起利用 Google Form 进行投票，確保投票過程的透明度和效率。如該學年有多於一個內閣參選選舉，則為得票最高的內閣當選新一學年的學生會，如該學年只有一個內閣參選選舉，則贊成票數多於反對票數时，则代表參選內閣當選新一學年的學生會内阁·。當反對票數多于贊成票數時，则代表參選內閣落選，新一學年便沒有學生會。

#### 歷屆學生會主席
| 年份      | 主席           |
| --------- | -------------- |
| 2001-2002 | 馮婉怡、廖啟樅 |
| 2002-2003 | 陳倩而         |
| 2003-2004 | 何家權         |
| 2004-2005 | 梅家豪、伍淑娟 |
| 2005-2006 | 何静懷         |
| 2006-2007 | 陳梓傑         |
| 2007-2008 | 鄭子允         |
| 2008-2009 | 袁樂欣         |
| 2009-2010 | 劉秀琼         |
| 2010-2011 | 劉嘉雯         |
| 2011-2012 | 陳嘉宏         |
| 2012-2013 | 顏景泉         |
| 2013-2014 | 林子軒         |
| 2014-2015 | 馮柏僖         |
| 2015-2016 | 徐漢斌         |
| 2017-2018 | 黃顯婷         |
| 2018-2019 | 陳如潔         |
| 2019-2020 | 駱晉賓、羅舒婷 |
| 2020-2021 | 黄昆玉         |
| 2021-2022 | 李曉政、李灝詩 |
| 2022-2023 | 岳佳横、張建楠 |
| 2023-2024 | 張建楠         |
| 2024-2025 | 馬曜尊         |

### 家長教師會
新界鄉議局大埔區中學家長教師會（Parent-Teacher Association，縮寫：PTA）成立於1994年9月，是一個由學校的家長組成的校内組織，旨在促進學校和家庭之間的合作與溝通。家長教師會的目標是提供一個平台，讓家長和學校之間建立良好的互動關係，以支持學生的學習和發展。

### 四社
建立四社的目的，是为了教育学生善用余暇，发展学生的领袖才能，提高责任感及组织能力，培养学生的合作精神，加强学生对学校的归属感和发扬学校精神。四社須於九月份舉行會員大會，以選出社幹事會。社幹事與社監及課外活動組合作，協作籌辦及參與校内社際比賽。
| 社团名称 | 代表颜色 | 社監                   | 社长 | 备注 |
| -------- | -------- | ---------------------- | ---- | ---- |
| 智社     | 红色     | 鄭曦堯老師、連俊龍老師 |      |      |
| 慧社     | 黄色     | 陳顯光老師、許佩儀老師 |      |      |
| 健社     | 蓝色     | 黄翔老師、關慧敏老師   |      |      |
| 康社     | 绿色     | 黎鎮誠老師、鍾可沛老師 |      |      |

## 著名/傑出校友
- 葉頌昇（海星）：鄉師自然學校校長（2014）
- 李瀚灝：香港職業足球運動員
- 彭懷安（彭迪安）：香港男藝人、EO2樂隊成員